# فنادق إسلامية
الفنادق الإسلامية، هي تلك الفنادق التي تعتمد على توصيفات ومعايير ما بات يُعرف بمفهوم الضيافة الإسلامية، حيث التوجه العام فيما يختص بإدارة الفندق يرتكز على مبادئ وأحكام الشريعة والفقه الإسلامي، بالإضافة إلى مراعاة العادات والتقاليد العربية المحافظة، وأن يكون الفندق بمثابة وجهة آمنة للعائلات يوفر لهم الخصوصية ومعايير الضيافة العالمية ضمن الضوابط الشرعية.

## البداية
انطلقت فكرة الفنادق الإسلامية في ماليزيا لكنها كانت تطبق ضمن مفهوم ضيق يرتكز فقط على توفير «الطعام الحلال» دون الأخذ بالاعتبار الجوانب الأخرى المتعلقة بالهيكل التنظيمي والإداري للفندق وبمعاملاته ما إذا كانت هي الأخرى متوافقة مع أحكام الشريعة الإسلامية. لكن وعلى الرغم من ذلك فقد لاقت رواجا وإقبالا كبيرا خصوصا من قبل السياح العرب.

## نموذج دبي
قامت دبي بتطوير الفكرة من خلال منظور شامل ومتكامل يأخذ بعين الاعتبار جميع الجوانب، الشرعية منها والثقافية، بالإضافة كذلك إلى المعايير العالمية الراقية في قطاع الضيافة العصرية.
قدرت الإحصاءات عدد نزلاء الفنادق الإسلامية في دبي من غير المسلمين بين 55٪ - 60٪ ومن مختلف الجنسيات والأعراق والأديان.

## السمات المميزة
أهم ما يميز هذه الفنادق الإسلامية أنها فنادق عائلية بالدرجة الأولى، تحافظ على خصوصية الأسرة المسلمة المحافظة، بحيث تمكنها من قضاء إجازة ممتعة مع كل مقومات الراحة والترفيه والفخامة العالمية دون تخطي لحدود الأعراف والقيم الإسلامية. فلن ترى مشاهد غريبة تخدش الحياء، كما أنه من غير المسموح بتاتا التدخين بجميع صوره وكذلك أيضا احتساء المشروبات الكحولية سواء في أروقة الفندق، مطاعمه، وحتى داخل الغرف.
ليس هذا فحسب، بل إن الحرص على الالتزام الصريح بمنع كل ما لا يتفق والقيم الإسلامية والأعراف المحافظة جعل بعض الفنادق تبادر إلى إنشاء لجنة رقابة شرعية على غرار تلك اللجان المعتمدة في البنوك وشركات التأمين تهدف إلى التأكد من أن جميع العمليات والمعاملات تنضبط وفق الإطار الشرعي الصحيح. حتى أن بعض هذه الفنادق قد وضع مخصصات مالية لازمة تندرج في الدفاتر الحسابية السنوية لمخصصات الزكاة والمساعدات الإجتماعية المختلفة. كما أنها لا تتعامل إلا مع المصارف الإسلامية.
من القواعد العامة التي تندرج ضمن ممارسات الفنادق الإسلامية (لا يوجد توصيف دقيق بحيث يحدد الممارسات الواجب توافرها كحد أدنى حتى يندرج الفندق تحت مسمى الإسلامي، حيث تجد الكثير من التباين بين هذه الفنادق، إلا أن السمة الأساسية هي توفير بيئة أسرية ملائمة تحافظ على التقاليد الإسلامية المحافظة وخالية كليا من المشروبات الكحولية والمراقص وكل ما يخدش الحياء عموما):
- منع المشروبات الكحولية والتدخين.
- توفير الطعام الحلال فقط في المطاعم.
- وجوب إبراز وثائق رسمية تثبت عقود الزواج.
- تحية الضيوف الكرام تحية إسلامية بعبارة «السلام عليكم».
- منع المراقص والنوادي الليلية.
- برمجة القنوات الفضائية بما يتناسب مع المحتوى المحافظ.
- استبدال موسيقى الخلفية بأصوات العصافير، المياه، الرياح، الخ
- توفير نوادي صحية خاصة بالسيدات (أحواض سباحة، جيم، ساونا، الخ)
- بعض الفنادق خصص طوابق كاملة للسيدات فقط حتى أن طاقم الخدمة والصيانة من السيدات كذلك.
- بعض الفنادق تلزم الموظفات باللباس الإسلامي المحافظ.

و على الرغم من أن غالبية العاملين في هذه الفنادق من غير المسلمين إلا أنه يجري تدريبهم وتثقيفهم بالرؤى والمفاهيم الإسلامية وفنون التعامل والترحيب بالزوار وفق المنهجية الشرعية.

## الإقبال الجماهيري
لفتت فكرة الفنادق الإسلامية الانتباه إلى مضمونها الفريد، كما أنها راقت أيضا لغير المسلمين من السياح الذين يرغبون بقضاء إجازة هادئة وممتعة من عائلاتهم، وكذلك من رجال الأعمال والوفود الذين يرغبون بالراحة والهدوء بعيدا عن ضجيج الفنادق الاعتيادية.
لقد استطاعت هذه الفنادق استقطاب السياح من الولايات المتحدة، أوروبا، الصين، الهند، وغيرها من القادمين إلى مدينة دبي لأغراض السياحة والعمل. ولقد تفوقت الفنادق الإسلامية بنسب إشغال مرتفعة طوال العام.
بعد استحداثه في دبي، فإن نموذج الفنادق الإسلامية قد غزا العديد من البلدان العربية والإسلامية، فالكويت تعد الثانية في تطوير هذه الرؤيا وقد أضافت عليها بعض اللمسات الخاصة مثل توفر المصليات الفسيحة، كذلك فعلت السعودية، البحرين، ومصر، كما أن هناك خططا لبناء فنادق إسلامية في عدد من الدول العربية منها الأردن في مدينة العقبة الساحلية تحديدا.
كما أن هذا المفهوم الجديد في عالم الضيافة قد استطاع جذب أنظار المستثمرين العالميين من شتى بقاع العالم بهدف استنساخ هذا النموذج في بلدانهم. فقد تبنت مجموعات من رجال الأعمال الألمان والأستراليين والسويسريين وغيرهم هذا الطرح في استلهام نجاحات هذه الفنادق الإسلامية في بلدانهم.